# Marta Wykupil
Marta Wykupil (ur. 1 listopada 1996) – polska judoczka.
Zawodniczka klubów: KS Judo Czechowice-Dziedzice (2009-2016), GKS Czarni Bytom (od 2016). Brązowa medalistka mistrzostw Polski seniorek 2016 w kategorii do 63 kg. Ponadto m.in. mistrzyni Polski juniorek 2015.